# Popkowice (gromada)
Popkowice – dawna gromada (najmniejsza jednostka podziału terytorialnego Polskiej Rzeczypospolitej Ludowej w latach 1954–72) z siedzibą GRN w Popkowicach.
Gromady, z gromadzkimi radami narodowymi (GRN) jako organami władzy najniższego stopnia na wsi, funkcjonowały od reformy reorganizującej administrację wiejską przeprowadzonej jesienią 1954 do momentu ich zniesienia z dniem 1 stycznia 1973, tym samym wypierając organizację gminną w latach 1954–1972.
Gromadę Popkowice z siedzibą GRN w Popkowicach utworzono – jako jedną z 8759 gromad na obszarze Polski – w powiecie kraśnickim w woj. lubelskim na mocy uchwały nr 10 WRN w Lublinie z dnia 5 października 1954. W skład jednostki weszły obszary dotychczasowych gromad Ewunin, Leszczyna, Ostrów, Popkowice, Popkowice Księże, Skorczyce i Zadworze ze zniesionej gminy Urzędów w tymże powiecie. Dla gromady ustalono 27 członków gromadzkiej rady narodowej.
Gromada przetrwała do końca 1972 roku, czyli do kolejnej reformy gminnej.